# Vahtang II.
Vahtang II. (gruz. ვახტანგ II), iz dinastije Bagration, bio je kralj Gruzije od 1289. do svoje smrti 1292. godine. Na prijestolju je naslijedio Dmitra II. Njegovu vladavinu, kao i njegovih neposrednih prethodnika i nasljednika, obilježila je mongolska invazija na Gruziju.
Vahtang II. bio je sin zapadnog gruzijskog vladara Davida VI. Narina i njegove prve supruge Tamar, kćeri princa Amanelisdzea. Kada je njegov prethodnik Dmitar II. smaknut od strane Velikog kana (Kagana), uz suglasnost Mongola Vahtang je zasjeo na gruzijsko prijestolje. Iako je bio odan mongolskim vlastima, sama njegova vlast nije se širila na zapadni dio kraljevstva, jer je tamo i dalje vladao njegov otac David VI. Narin (do 1293.), a kasnije i njegov brat Konstantin I. (1293. – 1327.)
Umro je nakon tri godine vladavine, a naslijedio ga je njegov rođak David VIII., koji se oženio i Vahtangovom udovicom, mongolskom princezom Öljätäi. Pokopan je u samostanu Gelati u blizini Kutaisija.